# Salvaleón
Salvaleón es un municipio español que pertenece a la provincia de Badajoz, en la comunidad autónoma de Extremadura. Tiene una población de 1656 habitantes (INE 2024). Dato que no refleja la realidad, ya que gran parte está empadronado, pero no vive allí regularmente. 
Municipio de Extremadura, provincia de Badajoz. Enclavado en un valle idílico y rodeado de la inmensidad de la dehesa extremeña. Economía basada en la agricultura y sobretodo, ganadería  de cerdo ibérico . Además de sostener una buena industria de transformación del cerdo ibérico , mataderos y fábrica de piensos. De apacibles gentes, los porrineros siempre les recibirán con los brazos abiertos.  

## Geografía
Se encuentra su enclave histórico en el asentamiento celta del vecino Monte Porrino,  al suroeste de la provincia de Badajoz. Pertenece a la comarca de Sierra Suroeste y al Partido judicial de Jerez de los Caballeros.

## Límites del término municipal
Salvaleón limita con:
- Almendral al noroeste.
- Nogales al norte.
- Salvatierra de los Barros al este.
- Jerez de los Caballeros al sur.
- Barcarrota al oeste.

## Historia
Posiblemente algún núcleo romano fue el antecedente de la actual población. Lo que si es cierto es el culto cristiano en época visigoda, como así lo dicta el templo del siglo VII ubicado en el territorio de la actual iglesia.
Durante la época musulmana fue abrigo mozárabe. Según cuenta la leyenda en el castillo que se alza sobre la sierra de Monsalud y del que apenas quedan restos de la construcción, se refugió Ibn Marwan, fundador de Badajoz. Este, junto al rey asturiano Alfonso III, sorprendió al ejército del Emir de Córdoba en las inmediaciones de la fortaleza de Monsalud, derrotándolo en el año 886. En el 1228 fue reconquistada y repoblada por unidades leonesas. Se vio perturbada por las guerras con Portugal en los siglos XIV y XV. En 1462 la familia Suárez de Figueroa logró el señorío sobre la villa y pasó a formar parte de la Casa de Feria.
Resistió las contrariedades bélicas de la Guerra de Restauración portuguesa, siendo saqueada en 1644 así como en la guerra de sucesión española. En 1706 fue tomada por un ejército anglo-holandés-portugués.
A la caída del Antiguo Régimen la localidad se constituye en municipio constitucional en la región de Extremadura. Desde 1834 quedó integrado en el Partido judicial de Jerez de los Caballeros. 
En el censo de 1842 contaba con 592 hogares y 2098 vecinos.

### La Escuela en Salvaleón
Conocer el proceso histórico de la educación en un pueblo puede aportar información sobre el nivel de desarrollo y progreso del mismo a lo largo de la historia. En Salvaleón, según el estudio de los datos más antiguos encontrados, se hace referencia la existencia de la primera escuela ya por el año 1673. Ya en documentos oficiales del Ayuntamiento de ese año se recoge el pago de 330 reales para un maestro (aunque no aparece su nombre). Más tarde, en 1677  se recoge también el salario y el nombre de un maestro: “[…]esta villa tiene necesidad de un maestro para la buena enseñanza y doctrina de los niños   para que les dé esquela y los enseñe a contar y porque a esta Villa ha venido Juan Fernández maestro experimentado[…]”. Hay que tener en cuenta que en aquella época no existía un sistema educativo oficial, y solo las clases privilegiadas podían permitirse pagar un maestro para sus hijos. Como sostiene Manuel de Puelles, incluso mucho tiempo después, como crítica a la estructura educativa: “los Ayuntamientos sostienen escuelas primarias, a cargo de maestros ignorantes y mal pagados”. Los maestros contratados por aquel entonces solían cambiar de un año a otro y es a finales del siglo XVII, en el año 1699, cuando es nombrado maestro Juan de Silba que se mantendrá como docente durante numerosos años. A partir de 1790, consta en los documentos oficiales, que Salvaleón pasa a disponer de dos maestros: “Ay en esta villa actualmente dos escuelas de niños de primeras letras[…]”. Es en este siglo XVII cuando se empieza a tomar en serio la enseñanza.
Sin embargo, no es hasta el siglo XIX cuando el Estado toma las riendas de la educación y plantea la necesidad de un sistema educativo nacional. Destaca en este sentido principalmente la Ley Moyano de 9 de septiembre de 1857, que prevalece más de cien años. Se crean entonces la Junta Local de Primera Enseñanza y la Junta Provincial de Instrucción Pública. Ya por estos años se hacían públicas las escuelas vacantes convocando entonces su oposición para ocupar el puesto de maestro. Un ejemplo de esto se recoge en los datos oficiales publicados en el B.O.P.B el 26 de octubre de 1859 en dónde se indica que la escuela de niños de Salvaleón está vacante y sale a oposición, consiguiendo la plaza de maestro don Juan Arellano. Se hacen públicos también los presupuestos destinados a los sueldos de los maestros, para materiales y para el alquiler de los edificios donde se imparten las clases.
A principios de 1900, concretamente en 1903, se observa que el presupuesto de gasto de la Instrucción Pública desciende. Esto se debe a que el Estado asume el pago a los maestros y los ayuntamientos a partir del Real Decreto de 1901. De esta forma se garantizaba el pago de los sueldos de los maestros que por lo general estaba desatendido y se liberaba a los Ayuntamientos de una carga económica inasumible en muchos casos, entre estos Salvaleón.  En 1934 se recoge la existencia en Salvaleón de clases de adultos: “fue aprobado el pago de treinta y tres pesetas cincuenta céntimos al vecino […] que facilitó para las Escuelas Nacionales de niños con motivo de las últimas clases de adulto.”
Durante los años de la Guerra Civil el control que se ejerce sobre los maestros es máximo. La persecución a los maestros es un hecho constatado, prueba de esto existen varios documentos en los que se le solicita al Alcalde de Salvaleón informes sobre los antecedentes y conducta de los maestros y maestras. Incluso se recoge en el oficio n.º 290 el cese del hasta entonces maestro don Jorge de Grois que había sido acusado de mala conducta y nombramiento del sustituto don Emilio Pérez Torrado “natural del pueblo y de buenos antecedentes”. 
En lo referido a las instalaciones y locales destinados a la educación, hasta ahora las dificultades a las que el Ayuntamiento de Salvaleón había tenido que hacer frente para facilitar estos locales para la educación pública (con motivo de la mala situación económica) tenía como resultado que no se cumplían con los requisitos que estos locales debían cumplir tales como: certificación de la estructura física del local, consistencia en la estructura y seguridad, condiciones higiénicas y de salubridad, luz, ventilación, etc. Estas condiciones no se daban en ninguno de los locales que el Ayuntamiento destinaba para la labor educativa, hecho que tanto la Inspección educativa como la Junta Local de Instrucción denunciaron durante años a los organismos superiores responsables de asegurar estas condiciones. Si bien estas quejas no dieron resultado ya que durante años las condiciones de los locales-escuela fueron deficientes.
A esto había que sumarle que el Ayuntamiento también debía ser el responsable de ofrecer la casa-habitación para el maestro del pueblo, por lo que el gasto destinado a las instalaciones relacionadas con la educación se hacía insostenible para el Ayuntamiento de Salvaleón de forma que no se cumplían los requisitos que debían darse. En numerosas ocasiones y fruto de las malas condiciones que se presentaban en los locales-escuela, los maestros y maestras acababan dando las clases en la misma casa-habitación que el Ayuntamiento les ofrecía para vivir. Este hecho se refleja en el pleno del 4 de diciembre de 1904 del Ayuntamiento de Salvaleón en el que se acuerda abonar a la maestra doña Pilar López, 50 pesetas con cargo al capítulo de imprevistos con motivo del retorno de la escuela a su casa a pesar de tener el Ayuntamiento local en propiedad, pues “no hay otro que reúna tales condiciones”.
El 18 de octubre de 1926, en la visita a las escuelas por el inspector de Primera Enseñanza, Gregorio Bella, manifestó ante la Corporación que el estado de los locales escuela era muy deficiente, por lo que procedía el arreglo o cambio de los mismos. Así, en septiembre de 1927 se crea por orden del Real Decreto de 12 de septiembre la Sección de Construcciones Escolares destinada a la tramitación administrativa de construcción de Escuelas de Primera enseñanza. Ese mismo año, se aumenta considerablemente el presupuesto destinado a la Instrucción pública con objeto de dedicar el mismo a la compra de un solar en el pueblo destinado a la construcción de los nuevos Grupos Escolares. Pese a que se hace constar las intenciones de llevar a cabo dicha construcción en numerosos documentos oficiales desde aquel año, esta no se producirá hasta el año 1958. Es en noviembre de 1959, cuando se inicia la construcción sobre los solares adquiridos por el Ayuntamiento de los Grupos Escolares “Calvo Sotelo”. Un edicto de 27 de diciembre de 1962 hace pública la terminación de los Grupos Escolares “Calvo Sotelo”. La vida de estos grupos duró menos de su espera de construcción, pues fueron demolidos en los años 80 para construir en su lugar viviendas sociales protegidas. Se construye entonces un nuevo edificio escolar para sustituir a los antiguos Grupos Escolares: es el actual C.P Fernando Serrano (anteriormente denominado C.P. Luis Chamizo y modificado el nombre tras construcción de una zona para albergar el alumnado de infantil, dadas las necesidades por cambio de uso del anterior centro de infantil, donde ahora se albergan las consultas de salud de día del SES, y dado que al lado ya se disponía de una construcción destinada como guardería, para el alumnado menor de 3 años)

## Demografía
Salvaleón cuenta con una población de 1656 habitantes (INE 2024).
| Gráfica de evolución demográfica de Salvaleón entre 1842 y 2021                                                       |
| |
| Población de derecho según los censos de población del INE. Población de hecho según los censos de población del INE. |

| 1900 | 1910 | 1920 | 1930 | 1940 | 1950 | 1960 | 1970 |      |      |
| 3135 | 3353 | 3537 | 3679 | 3838 | 4281 | 4012 | 3005 |      |      |
| 1981 | 1991 | 1996 | 1999 | 2001 | 2005 | 2007 | 2015 | 2021 | 2022 |
| 2349 | 2122 | 2350 | 2220 | 2173 | 2172 | 2081 | 1924 | 1576 | 1456 |

## Patrimonio

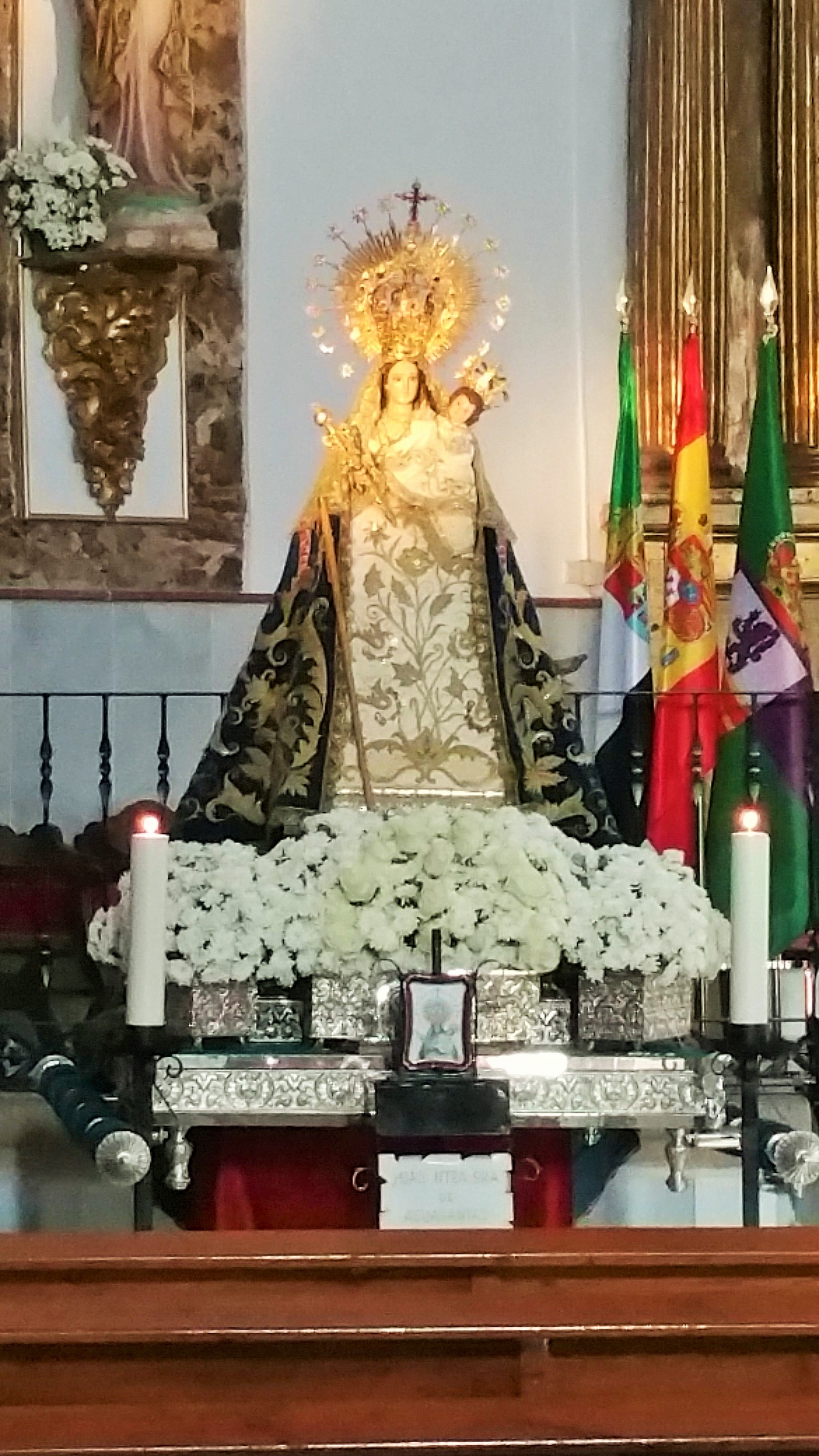
Virgen de Aguasanta

### Casco urbano
En el casco urbano de Salvaleón, los principales monumentos son:
- Iglesia parroquial católica bajo la advocación de Santa Marta, en la Archidiócesis de Mérida-Badajoz.[2] Edificación construida en el siglo XVI en cuyo interior se ampara una fastuosa talla del Cristo de la Misericordia.
- Ermita de la Virgen de Aguasantas, que sirvió como cementerio para la gente humilde, pues la parroquia era exclusiva de clases acomodadas.

### Finca
Otros elementos los encontramos en los restos arqueológicos localizados en la zona perteneciente a la finca. Algunos de ellos son:
- Dolmen del Toril, sepulcro megalítico de tipo galería localizado en la zona denominada "El Toril".
- Las Cistas, de forma rectangular y realizadas con ortostatos poligonales de granito y diorita, en el área conocida como "Las Caballerías".
- Villa Romana, formada por gran cantidad de ladrillos, piedras y tegulae, junto con algunos fragmentos de cerámicas de cocina pertenecientes probablemente a la época romana, en el lugar conocido como "El Toril"
- Tumba Medieval, denominada "El Sepulcro del Moro", se trata de un enterramiento aislado excavado en la roca granítica.
- Majadas y Refugios de Pastores, se encuentran repartidos por toda la finca y gozan de un alto valor etnográfico pues se trata de construcciones muy características y definidoras de la zona
- Pilares y Molinos, se conservan como componentes etnográficos de interés los pilares del Castillo, Valdejerez y Las Cogutas.

### Centro de Interpretación de la Dehesa
Consta de tres salas:
- Primera sala, dedicada por entero a la dehesa, en ella se muestra a los visitantes con ayuda de maquetas, vídeos, carteles y demás elementos orientativos, las características que definen a la dehesa -biológicas, físicas y humanas-. En esta planta,sepuede var también el Molino Harinero.
- Segunda sala, etnográfica, en la que se observan objetos de uso cotidiano dentro del marco de la cocina tradicional, un chozo de pastor rodeado de herramientas y diferentes útiles de trabajo que ilustran laforma de vida que los habitantes de Salvaleón desarrollaron hasta mediados del siglo XX. Aquí, se puede observar además el Cubo donde se recogía el agua para elmolino y el regadío de la zona.
- Tercera sala, dedicada a la historia, se puede hacer un recorrido desde la prehistoria en Salvaleón -con indicios de asentamientos en la Dehesa Monteporrino, dólmenes y enterramientos de cistas de la Edad de Bronce-, la Época Romana -también se han hallado restos constructivos pertenecientes a una villa romana y deshechos de fundición de una fragua de esa misma época en la Finca Monte Porrino- y la época medieval representada por el castillo -siglo XV-XVI- del que se conserva la torre del Homenaje y parte de la muralla.

## Fiestas
- Carnaval
- Cruz de Mayo (3 de mayo).
- Romería de San Isidro (15 de mayo).
- Ferias y fiestas de Santiago (del 25 al 28 de julio).
- Feria del Emigrante (15 al 20 de agosto).
- Virgen de Aguasantas (7 y 8 de septiembre).
- Feria de Muestras (1, 2 y 3 de noviembre).